# Lagos
Lagos je bývalým hlavním městem a největším městem Nigérie a také jedno z největších měst celé Afriky. Je ekonomickým a finančním centrem státu. Patří k městům s nejnižší kvalitou života na světě.

## Název
Město založili v 17. století Portugalci, také jeho jméno pochází z portugalštiny a znamená „jezera“, v přeneseném smyslu „Město na jezerech“. Na počátku 20. století se také používal i portugalský název Onim. Podle jedné teorie je název města odvozen od stejnojmenného sídla na břehu Středozemního moře právě v Portugalsku.

## Přírodní poměry a poloha
Město se rozkládá na africké pevnině a několika ostrovech obklopených lagunou moře. Ústí zde řeky Ogun a Owo do Guinejského zálivu. Mezi Lagoskou lagunou a Beninskou zátokou je průliv, což vytváří jediné přírodní přerušení pobřežní bariéry lemující asi 2500 km západoafrického pobřeží.

## Historie

### Nejstarší dějiny

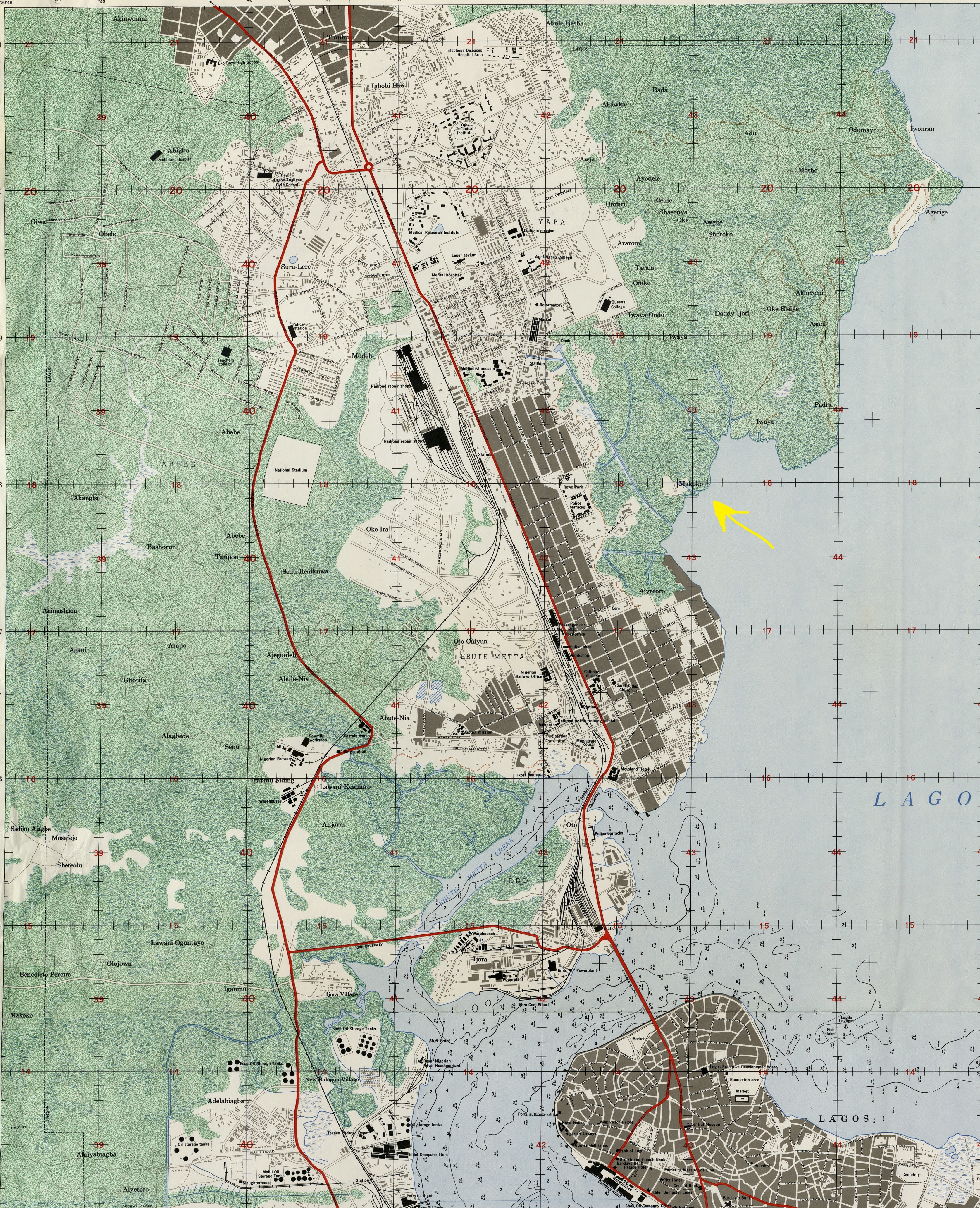
Mapa Lagosu v roce 1962.

V 17. století byla na místě dnešního Lagosu založena rybářská a zemědělská osada. Původní obyvatelé byli příslušníky etnika Awori. Lagos již v 18. století přeměnil ve významný přístav a středisko obchodu s otroky. Konec tohoto obchodu po nějakou dobu jeho rozvoj zastavil.
Nový impulz získal s ustavením britské kolonie v roce 1861. Stál v jejím přirozeném středu. V roce 1866 mělo město 25 000 obyvatel a řadilo se tak spíše mezi malá města na území dnešní Nigérie – pro srovnání, Sokoto mělo v té době 120 000 obyvatel. Ve městě se usazovali váleční uprchlíci z vnitrozemí, propuštění otroci z Brazílie a později také obchodníci a zaměstnanci koloniální správy. V roce 1901 už měl Lagos 40 000 obyvatel, v roce 1911 74 000 a v roce 1965 již celých 665 000 usedlíků obývajících 70 km². 

### 20. století
Mezi lety 1896 až 1901 byla do Lagosu zavedena železnice. O dva roky později byla v lokalitě Lekki nedaleko Lagosu objevena ropa. V téže dekádě byla ve městě také v provozu parní tramvaj. V roce 1914 bylo hlavním městem své kolonie. Město mělo svoji vlastní samosprávu a volenou radu; územní plánování, které počítalo s rychlým růstem. Bylo prvním na území dnešní Nigérie, které toto dokázalo.
Roku 1946 byl dokončen Kristův katedrální chrám, kostel anglikánské církve v architektonickém stylu okazujícím na gotickou architekturu.
Ještě na počátku 60. let 20. století se jednalo o relativně mladé město, které mělo ulice lemované stromořadími a které obdivovali cestovatelé. Jako největší se stalo i hlavním městem Nigérie a v rámci něj bylo zřízeno federální území.
Nejrychlejšího růstu dosáhlo město ihned po osamostatnění Nigérie 60. letech (14 % ročně). Z původního ostrova v laguně se město rozšířilo nejprve severním směrem, kde vznikla místní část Ebute-Metta. Ta měla pravidelnou uliční síť a postupně jako předměstí splynula s metropolí. Hlavní osou byla ulice Murtula Muhammed Way. Z této lokality se potom začalo město rozšiřovat zcela neformálně všemi směry. V lokalitě Ijora, která se nachází přímo naproti středu města, byl zasypán, resp. vysušen[zdroj?] močál, což umožnilo další zástavbu. 
Sčítání lidu v roce 1991 došlo k číslu 5,3 milionu, Lagos State Water Corporation ale podle spotřeby vody odhadlo počet obyvatel v roce 1990 na 7,9 milionu. Vláda federálního státu Lagos State, kam město Lagos oficiálně patří, však uvádí k datu 1. 7. 2009 stav již 15,5 milionu obyvatel. I plocha, na které se město rozkládá rostla exponenciálně; z původních 65 km2 na více než 1100 km2 v 80. letech 20. století (více než dvojnásobek území Prahy).
V roce 1976 bylo rozhodnuto o přesunutí hlavního města Nigérie do nově vybudované metropole v centrální části země, v tzv. Federal Capital Territory. Jedná se o výstavbu nové metropole na zelené louce, podobně jako například město Brasilia. Hlavním městem se v roce 1991 stala Abuja. Ačkoliv přišel Lagos o postavení hlavního města, stále je nejvýznamnějším obchodním střediskem země. Dramatický rozvoj a urbanizace země, která vyústaila v to, že Lagos je jedním z největších měst na kontinentu, vedla k vzniku ohromného počtu chudinských čtvrtí (slumů). Situaci zhoršila i vojenská správa země v letech 1966 až 1991 a hospodářský krach, kdy byl rozvoj infrastruktury podinvestovaný. Snaha tyto slumy zbourat a nahradit moderním městem nicméně vedla jen k tomu, že vznikly zcela nové jinde, např. slum Makoko nahradil slumy v lokalitě Ikoyi apod.
Ukázkou živelné urbanizace může být např. situace, kdy byl v 90. letech minulého století zanikl místní Victoria Park a přebudován na obytnou zástavbu. Úbytek veřejné zeleně zhoršuje při deštích odtok vody a její pohlcování a tak jsou časté záplavy. Dlouhodobě problematickou se ukázala i otázka bezpečnosti, výtržnictví a nefunkčnosti vlády zákona. Objevil se zde fenomén tzv. Area boys.

### 21. století
Město se snaží prostřednictvím infrastrukturních projektů slumy postupně likvidovat. Roku 2011 byl např. zbourán zmíněný s názvem Makoko. Dochází také k skromné ale souvislé obnově zeleně v některých částech Lagosu. Iniciován byl tzv. Lagos Megacity Project, který měl odpovědět na výzvy spojené s chronickými problémy tohoto typu. V roce 2008 byl poprvé vypracován projekt pro metro, které by mělo zlepšit dopravní situaci v megapoli podstatným způsobem. Dlouhodobá vize počítá se sedmi linkami.
V roce 2002 byla uskutečněna administrativní reforma Lagosu, v rámci které bylo ustanoveno 57 místních částí. Ustanovena byla rovněž i místní Panafrická univerzita.
Oživení zaznamenala i kulturní scéna. Po roce 2010 se koná pravidelný Fashion Week v Lagosu, existují i různé festivaly a akce jako např. Lagos Countdown.
V 2. dekádě 21. století byl na břehu Guinejského zálivu realizován projekt Eko Atlantic, který zahrnoval vznik nové čtvrti s výškovými domy. Nové komerční centrum je realizováno na místě, které je blízko ke středu města a kde bylo zasypáno moře. Nárůst ekonomické aktivity do jisté míry probíjí dlouhodobý problém s vysokou mírou chudoby místního obyvatelstva. V témže roce byla otevřena i první linka metra a zavedena moderní vysokorychlostní železnice, obojí s pomocí Čínské lidové republiky. Výhledově město pomýšlí na vznik nových čtvrtí, které by ulevily předtíženému středu města a umožnily likvidaci slumů, ve kterých dnes žijí miliony obyvatel Lagosu. V roce 2022 pomýšlelo vedení města na to, že se Lagos stane vzorovou megapolí pro zbytek Afriky.

## Kultura
V Lagosu sídlí řada kulturních institucí, jako je např. Národní muzeum Nigérie a další. Velkolepou budovu má rovněž i Národní divadlo. Lekki Conservation Centre funguje v podstatě jako zoologická zahrada.

## Hospodářství

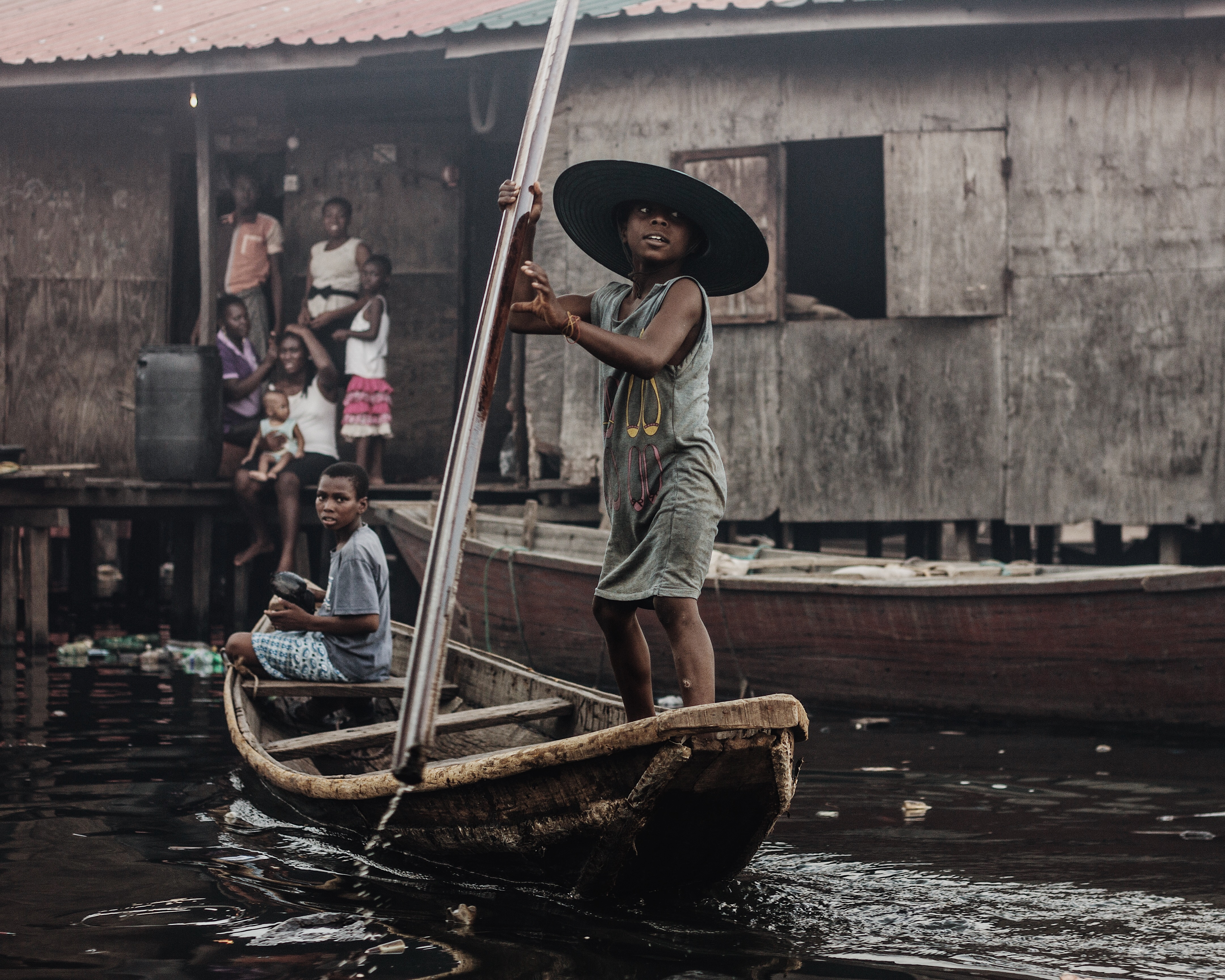
Slum Makoko, který se částečně nachází na vodní laguně.

Lagos se stal hospodářským a politickým střediskem země. Od roku 1960 do roku 1991 byl hlavním městem Nigérie. 12. prosince 1991 bylo hlavní město přesunuto do Abuji. V roce 1967 se v Lagosu uskutečňovalo 70 % zahraničního obchodu Nigérie. V 70. letech, po občanské válce tento podíl vzrostl na 90 %.
Lagos se stal průmyslovým střediskem země již od 50. let kvůli politice importní substituce. Výhodou města je dobré spojení se zbytkem země i se zahraničím (největší letiště a přístav v zemi). Má také vysokou koncentraci kvalifikované pracovní síly (asi 40 % kvalifikované pracovní síly je zaměstnáno v Lagosu), relativně dobrou infrastrukturu[zdroj?], dostatečně velký vnitřní trh napojený na významný trh nigerijský. Pořádají se zde rovněž důležité veletrhy (viz Lagos Trade Fair Complex).
Ve městě má sídlo polovina nigerijských bank a většina dalších zde má pobočku svou velikostí a objemem obchodů odpovídající ústředí.
Lagoská burza cenných papírů byla založena v roce 1961 a dnes je šestou největší v Africe. V roce 1977 byl zde vytvořen Akční plán z Lagosu (Lagos Plan of Action for the Economic Development of Africa, 1980–2000) jako výstup setkání Organizace africké jednoty.

### Turistika
Město se snaží být atraktivní destinací pro turistiku, čemuž pomáhá nejen snaha o modernizaci a rozvoj města, ale také i např. oblíbené pláže na břehu Guinejského zálivu. Oblíbené je období v prosinci (Detty December), kdy město navštěvují turisté z vyspělých zemí.

## Doprava

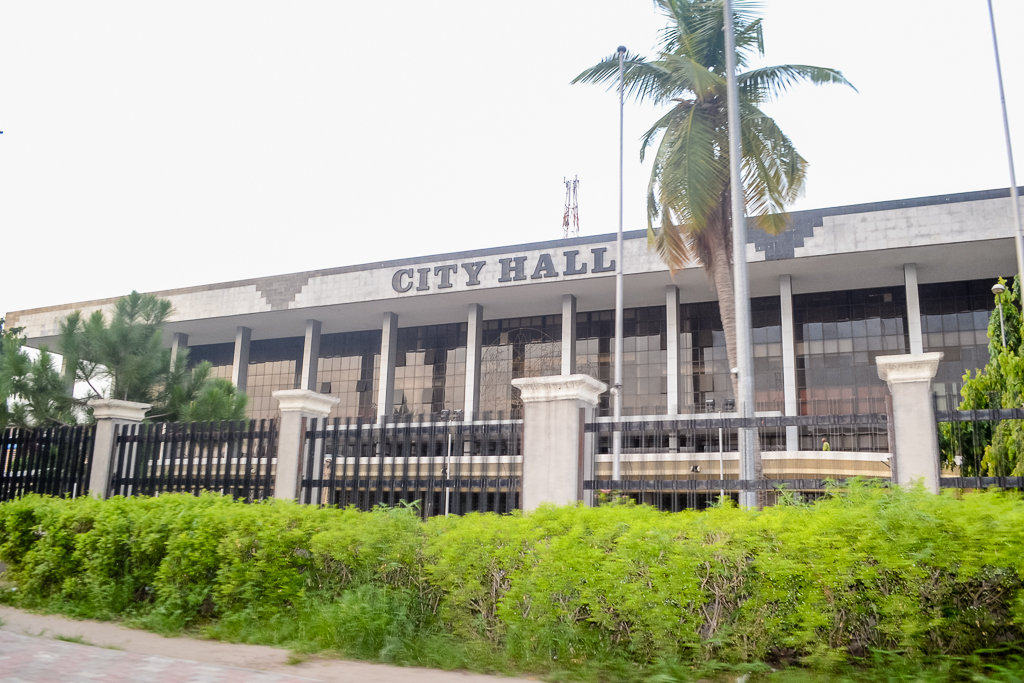
Budova radnice.

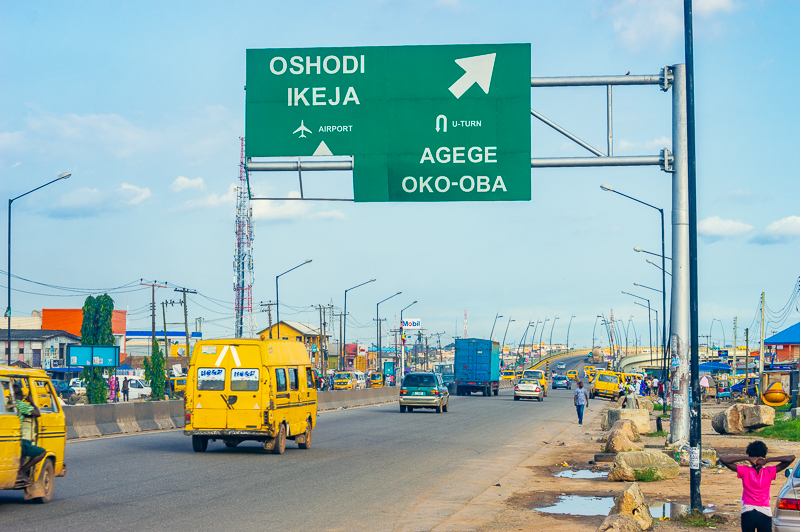
Dálnice na okraji Lagosu.

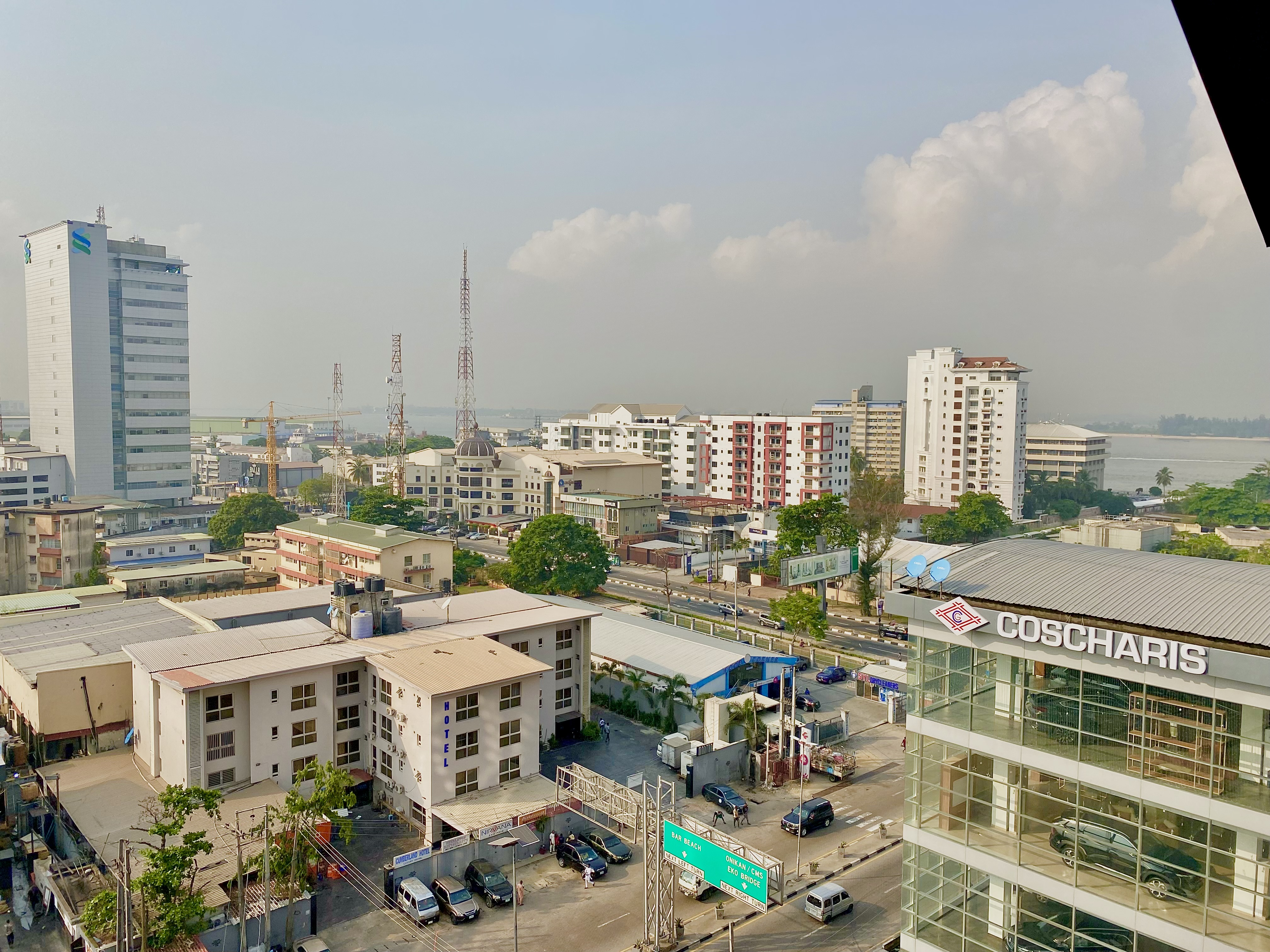
Zástavba ve městě.

### Silniční
Město má nedostatečnou dopravní infrastrukturu pro svojí velikost, a to jak silniční, tak i železniční. V oblasti silniční dopravy jsou časté dopravní zácpy a nízká je kvalita komunikací. Ve snaze situaci zlepšit nechal stát, resp. místní magistrát vybudovat síť dálničních komunikací s mimoúrovňovými kříženími, oddělenými od ostatní dopravy. Tyto komunikace, jako např. Apapa–Owronshoki Expressway, Apapa Road nebo Third Mainland Bridge jsou často vedeny na viaduktech nad mořem, ale i nad obytnou zástavbou, resp. slumy a tržišti. Střed města, který je na ostrově, je spojen s dalšími částmi mosty, jakými jsou např. Eko Bridge nebo Carter Bridge.
Do města je vedeno několik významných silničních komunikací pro celou Nigérii, jako jsou např. dálnice A1 a dálnice A5. 

### Železniční
Lagos je také železničním uzlem. V roce 2021 zde bylo vybudováno největší nádraží co do počtu odbavovaných cestujících (Mobolaji Johnson Station). Ve městě je ještě několik dalších stanic, tratě jsou napojené rovněž i na místní přístavy, kde je využití hlavně pro nákladní dopravu. Z Lagosu směřují dvě železniční trati; původní, která vznikla za dob koloniální vlády, vedoucí do města Abeokuta a vysokorychlostní budovaná trať (za pomoci Čínské lidové republiky), která má směřovat do Ibadanu a hlavního města Abuja.

### Městská
Ve městě je v provozu síť městské dopravy, kterou organizuje společnost LAMATA. Od roku 2008 zde fungují i rychlostní (metrobusové) linky. Autobusová doprava, která v podobném rozsahu v jiných nigerijských městech neexistuje, přepraví denně přes 40 000 lidí.

Od roku 2021 je v provozu také metro, které má celkem dvě linky (modrou a červenou). První byla vybudována na viaduktu nad rušnou ulicí a druhá úpravou existující železniční trati. Výhledově mají vzniknout další.
Pro meziměstskou dopravu slouží autobusová stanice Oshodi.

### Letecká
Ve městě je také mezinárodní letiště. Leží severně od středu města v lokalitě s názvem Ikeja. Dokončeno bylo roku 1979. Má dvě ranveje. Projde ním 98 % cestujících na mezinárodních linkách mířících do nebo ze země.

### Lodní
Velký přístav začal ztrácet na významu až s vývozem ropy a rozvojem jiných přístavů. Je klíčový pro dopravu především nákladní, osobní lodní doprava je nicméně také přítomna. Přístav Five Cowries Terminal slouží jako hlavní pro osobní dopravu. Dán byl do užívání v roce 2018. V jeho blízkosti se nachází Falomo Bridge. Někteří obyvatelé Lagosu cestují po vodě především za prací, ačkoliv se jedná o velmi pomalý způsob dojíždění.

## Bezpečnost
Lagos se potýká s vysokou mírou kriminality. Dochází k výpadkům dodávek elektřiny i vody. 40 % obyvatel města nemá přístup k elektrické energii. Dodávky vody a další služby jsou bývají v některých částech města jen nárazové. V roce 2015 se do Lagosu pokoušela infiltrovat organizace Boko Haram.

### Letecká neštěstí
Dne 23. října 2005 se krátce po startu z Lagosu zřítilo dopravní letadlo Boeing 737 se 116 lidmi na palubě. Pravděpodobně všichni lidé na palubě letadla, mířícího do hlavního nigerijského města Abuji, při katastrofě zahynuli.
Dne 3. června 2012 se zde zřítilo letadlo společnosti Dana Air.

### Výbuchy ropovodu
Dne 12. května 2006 vybuchl ropovod na Hadím ostrově u Lagosu. Zahynulo nejméně 150 lidí. Výbuch zřejmě zavinili zloději, kteří ropovod navrtali a kradli z něj palivo.

Dne 16. května 2008 došlo k výbuchu potrubí v Ijegunu, severním předměstí Lagosu.

## Zdravotnictví
I zdravotnická infrastruktura je přetížená, především vinou dramatického rozvoje města. Lékaři bez hranic zde proto v laguně budovali plovoucí kliniku, která měla pomoci lidem potřebující lékařskou péči.

## Životní prostředí a odpadové hospodářství

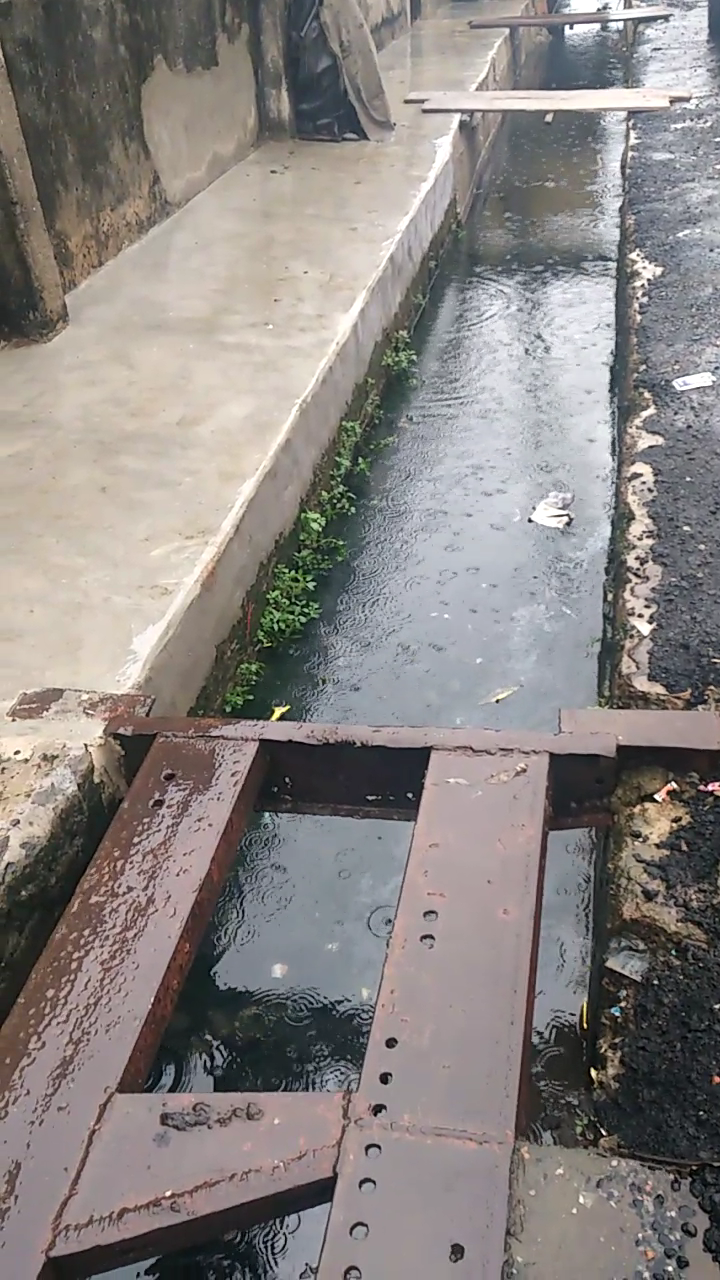
Otevřená stoka pro splašky.

Kvalita životního prostředí a odpadového hospodářství je v Lagosu, stejně jako ve všech velkých afrických městech, palčivou otázkou. Nedostatečná kanalizace a úniky ze septických nádrží ohrožují vodu především z vodovodního řadu. Ten má na starosti společnost Lagos Water Corporation. V případě přívalových dešťů jsou splašky odplavovány do moře a do jednotlivých řek.
Přítomné je znečištění ovzduší a odpad je v poměrně malém objemu recyklován. Vláda státu Lagos i místní magistrát se dlouhodobě snaží situaci řešit a zlepšovat. 
Jak již bylo uvedeno, má Lagos velmi malé množství parků a volné krajiny.

## Sport
V Lagosu sídlí fotbalový tým FC Julius Berger. Ve městě také existuje Národní stadion.

## Slavní rodáci
- Hakeem Olajuwon (* 1963), bývalý nigerijsko-americký basketbalista, pivot, hráč NBA, zlatý olympijský medailista z LOH 1996
- Alex Iwobi (* 1996), nigerijský profesionální fotbalista

## Partnerská města
- Atlanta, Georgie, USA (1991)
- Gary, Indiana, USA (1991)